# Fäviken Magasinet

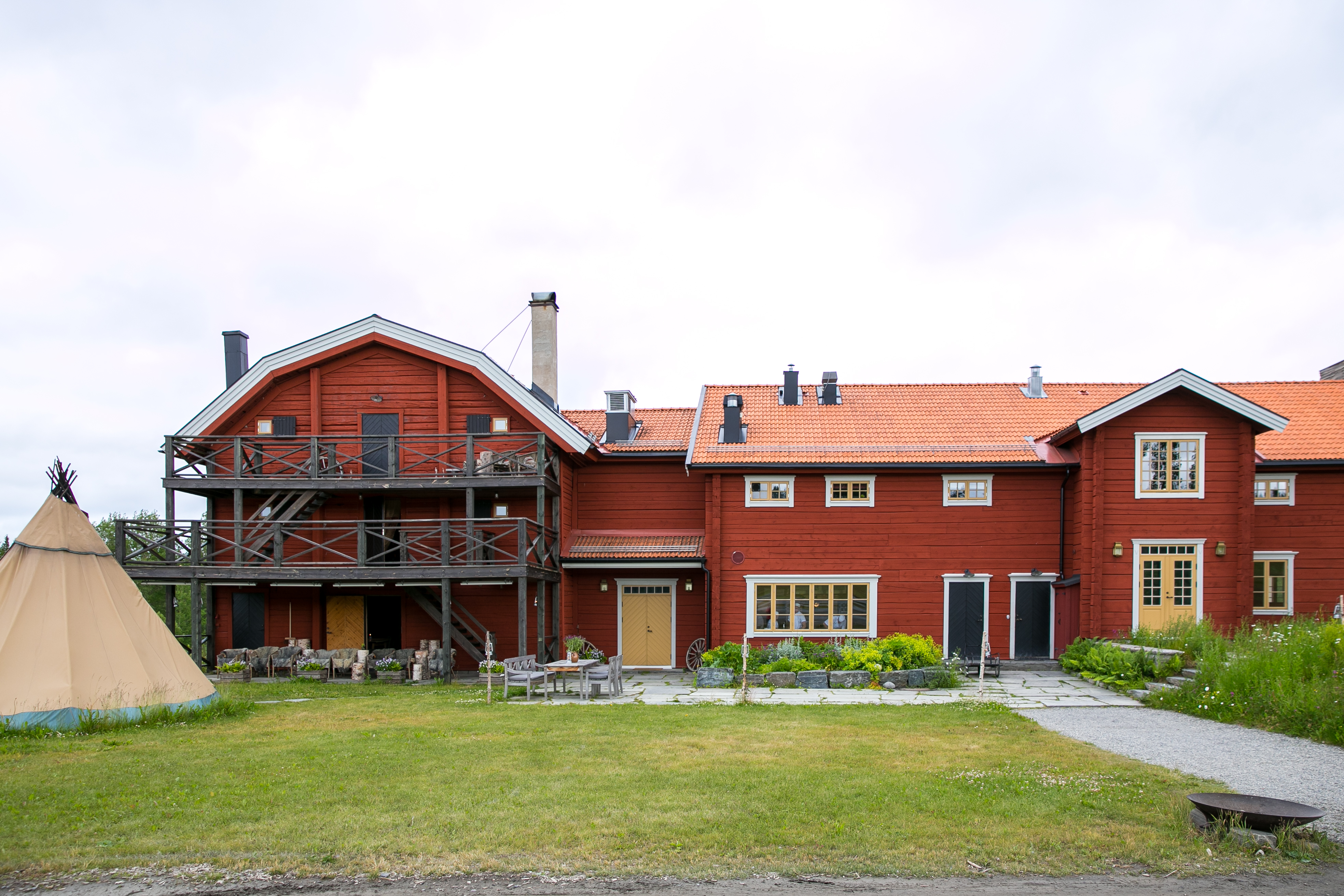
Das Fäviken Magasinet 2016. Das Tipi dient als Raucherzimmer.

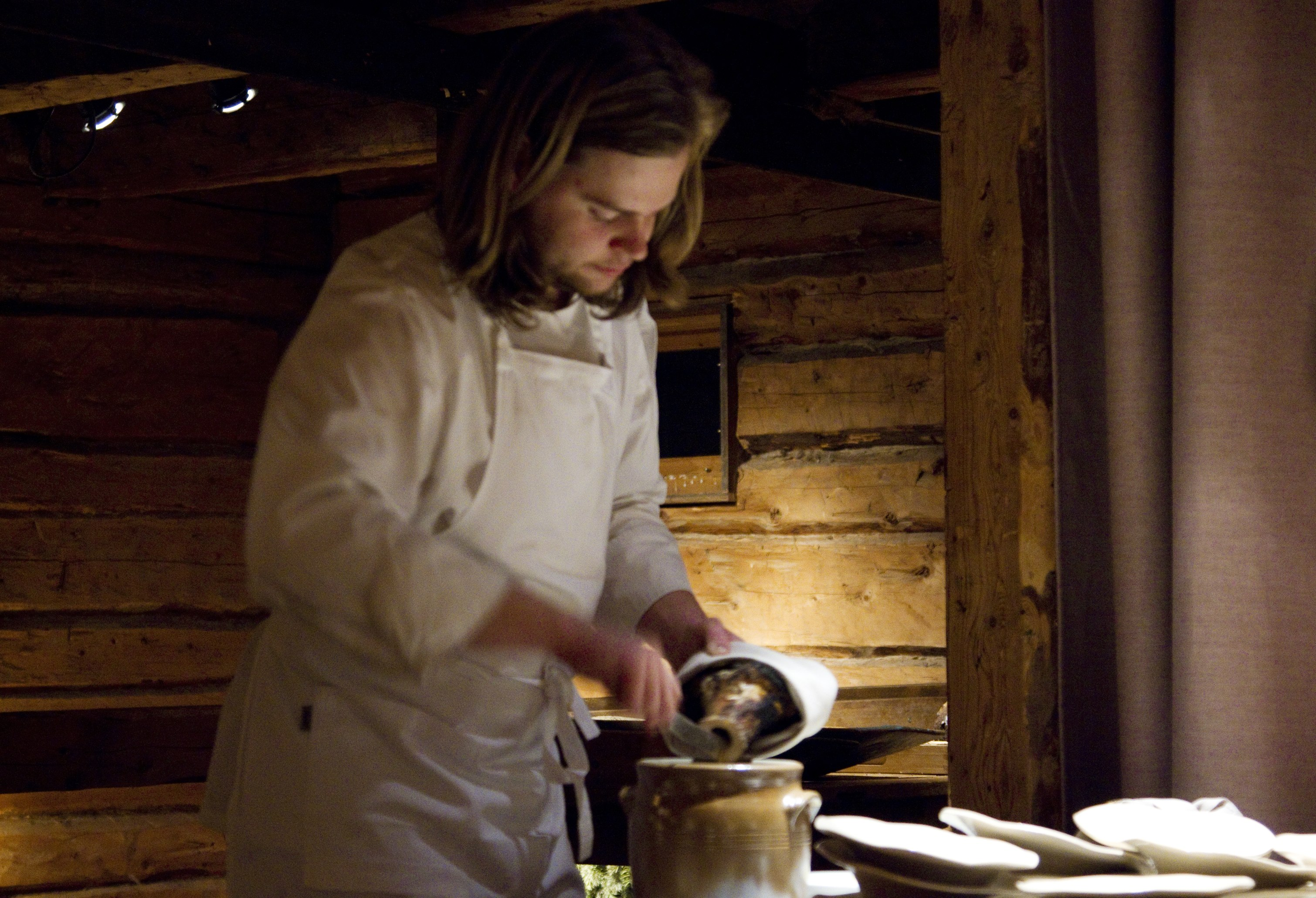
Magnus Nilsson beim Gewinnen von Knochenmark (2010)

Fäviken Magasinet war von 2008 bis 2019 ein Spitzenrestaurant des schwedischen Kochs Magnus Nilsson in der Siedlung Fäviken. Es zählte zu den 50 weltbesten Restaurants und trug zwei Michelin-Sterne. 

## Geschichte
Magnus Nilsson arbeitete jahrelang für das Restaurant L'Astrance in Paris. Nachdem er eine Pause vom Kochen genommen hatte, kam Nilsson nach Fäviken, um für Freunde in einem Weinkeller zu arbeiten. Da das Restaurant Fäviken Magasinet keinen Chefkoch finden konnte, übernahm Nilsson selbst die Leitung der Küche. 
2015 wurden Nilsson und sein Restaurant in der sechsten Folge der Netflix-Fernsehserie Chef’s Table porträtiert.
Am 24. Februar 2016 erhielt Magnus Nilsson zwei Michelin-Sterne für sein Restaurant. Am 14. Dezember 2019 schloss das Restaurant.

## Restaurant und Ausstattung
Das Restaurant hat 16 Sitzplätze. Alle Gäste werden gleichzeitig und mit den gleichen Speisen bedient. Daher werden Gäste, die mehr als eine halbe Stunde verspätet sind, abgewiesen. Jeder der bis zu 20 Gänge eines Abendessens wird von Nilsson persönlich serviert und kommentiert, was ihm „extrem wichtig“: S. 33 ist. Sechs Doppelzimmer sorgen für eine anschließende Übernachtungsmöglichkeit für die überwiegend internationalen Gäste. Pro Person kostet ein Abendessen etwa 300 Euro, Getränke zusätzlich 180 Euro.

## Küche

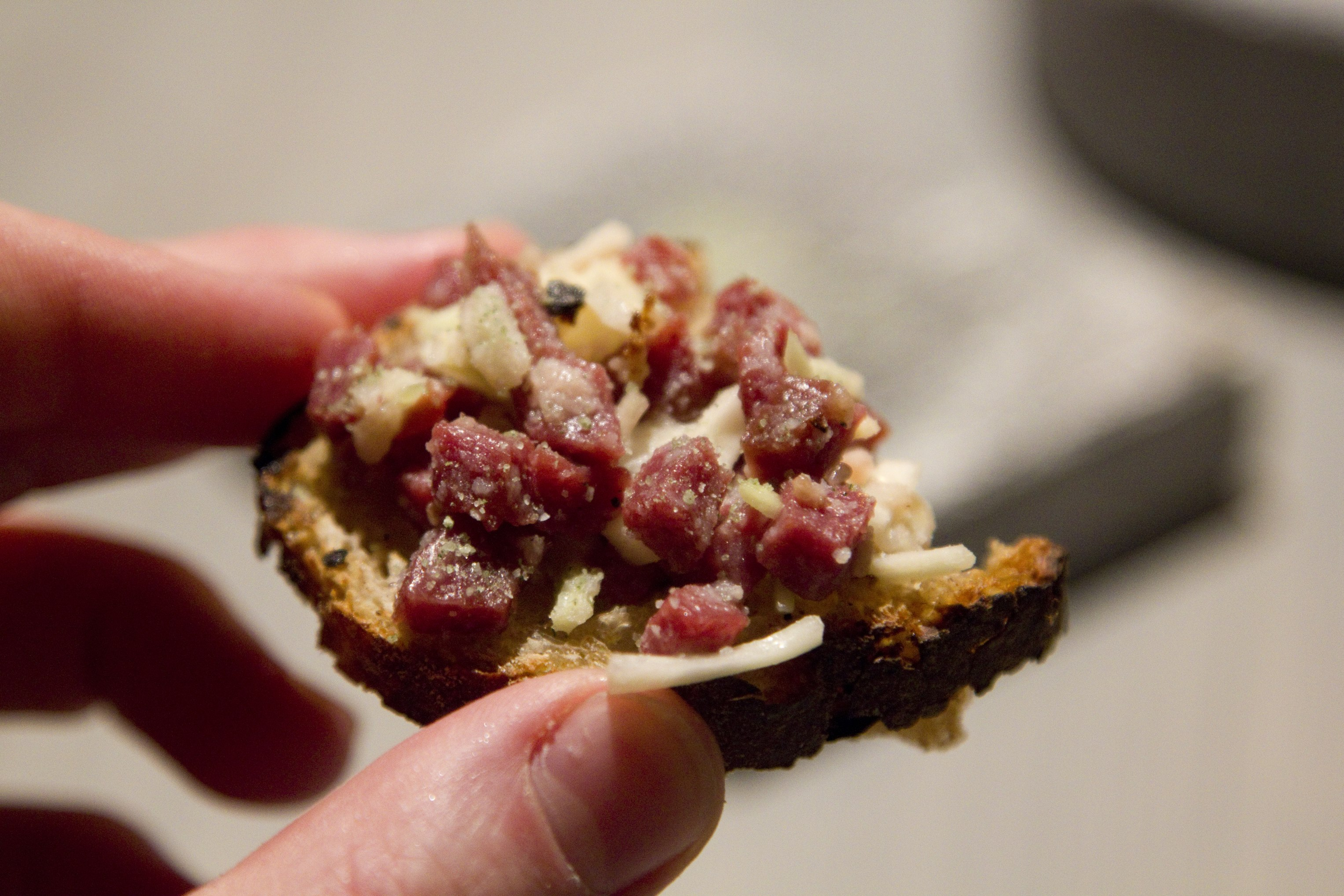
Geröstetes Brot mit rohen Kuh-Knochenmarkwürfeln, roher Leber und frisch geschnittenem Kohl.

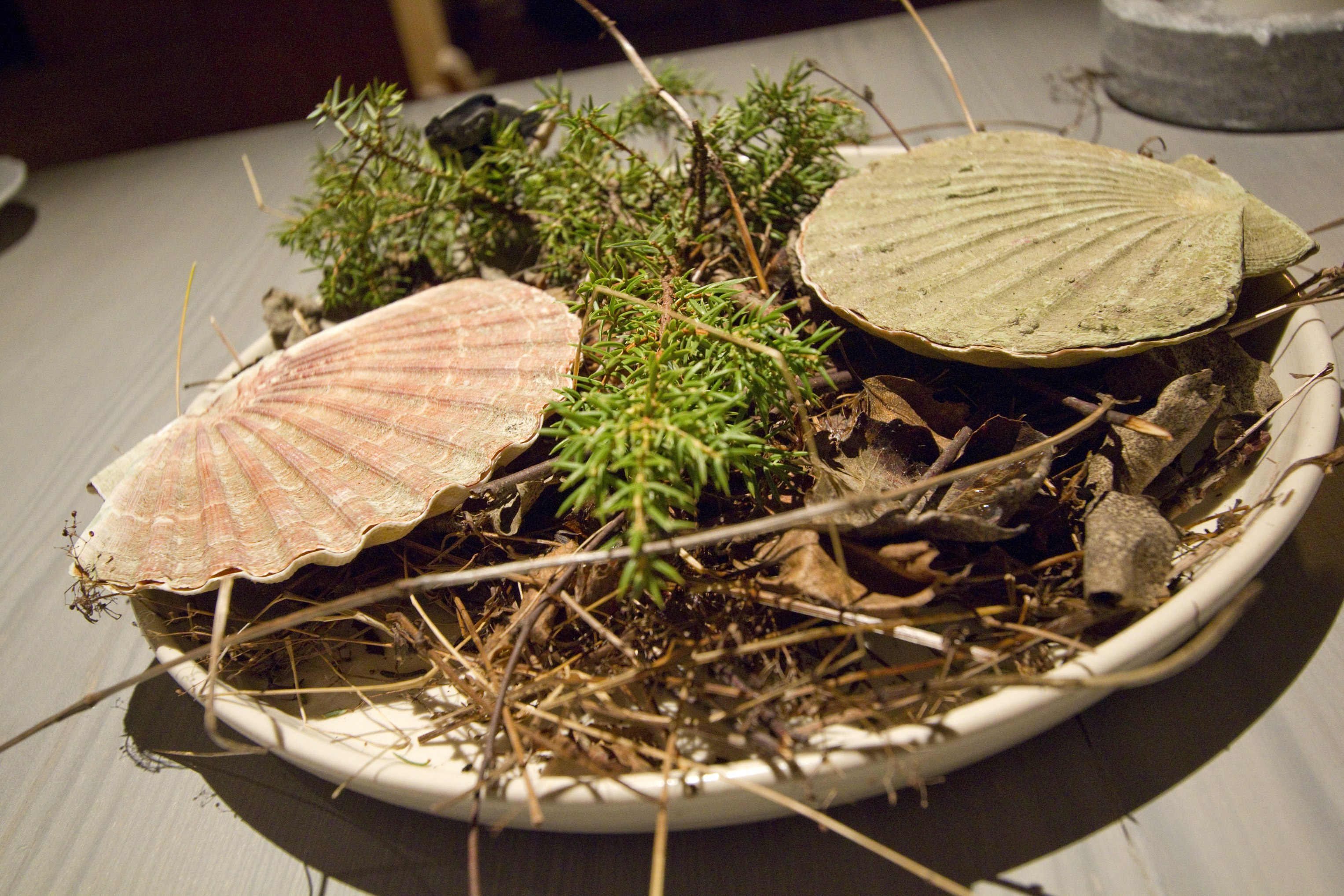
Jakobsmuscheln, in der Schale über dem Feuer geröstet, serviert auf brennendem Wacholder.

Chefkoch Nilsson kreierte eine regionale Küche, die jedoch nur bedingt der schwedischen Küche entspricht. Die gründliche Schule, die Nilsson über viele Jahre vor allem in Paris erfahren hat, beeinflusst die Art des Arbeitens und die Auswahl der Zutaten zusätzlich.
Von Anfang an, so beschreibt Nilsson im Kapitel Fäviken und ich: S. 243–248 die Situation, war er bestrebt, lokale Bestandteile für sein Essen zu nutzen, da die weit importierten Zutaten wie Zitronen, Parmesan, Kräuter der Provence und vieles andere zum einen teuer seien und durch die lange Transportdauer nur durchschnittliche Qualität aufwiesen, zum anderen seien diese Ingredienzen für den anspruchsvollen Gastronomiebesucher „gewöhnlich“. Die kurze Vegetationsperiode der nördlichen Breiten Jämtlands erlauben nur für etwa ein halbes Jahr Frischprodukte. In der übrigen Zeit werden selbst konservierte Lebensmittel und Pflanzen wie Flechten, Moose und Baumrinde zubereitet. Lebensmittel werden getrocknet, gesalzen, geliert, gepökelt und eingekocht. Das vom Koch 2012 herausgegebene Buch über Fäviken enthält einige seiner speziellen Rezepte: vor einem Nachkochen warnt er ausdrücklich.
Als Aushängeschild der Kochkunst Nilssons gilt:
Über Wacholderzweigen gegrillte Jakobsmuscheln.: S. 116
Zum Standardrepertoire gehören:
in Herbstlaub gekochte Pellkartoffeln, Birkhuhn in Heu, Goldbarsch, grob gehackte Stücke seiner Leber und roher norwegischer Hummer mit Butter verrührt; Flechten und Waldbrühe, rohe Bachforelle, in Pilzessig mariniert und Wildforellenrogen in einem warmen Teigschälchen mit getrocknetem Schweineblut.
Durch Nilssons Experimentierfreude entstehen auch Rezepte wie: 
Ein winziges Stück Mittelrippe von einer ausgedienten Milchkuh, neun Monate trocken gereift, knusprige Rentierflechte, fermentierte Stachelbeeren, Fenchelsalz.
Mit diesem Milchkuh-Rezept weist er darauf hin, dass unser heutiges Verständnis von Fleischkonsum und der damit einhergehenden Massentierhaltung nicht zwangsläufig zur Befriedigung dient.:S. 50–54